# Исакогорка (деревня)
Исакогорка — деревня в Приморском районе Архангельской области. Входит в состав Лисестровского сельского поселения (муниципальное образование «Лисестровское»).

## История
В годы советской власти здесь был устроен концлагерь.

## Географическое положение
Деревня расположена на левом (южном) берегу водотока Исакогорка (Цигломинка) и на севере граничит с микрорайоном Дамба Исакогорского округа городского округа «Город Архангельск». К западу, по территории микрорайона Исакогорка Исакогорского округа, проходят пути Северной железной дороги и федеральной автомобильной дороги М8 «Холмогоры». Ближайшие населённые пункты Лисестровского сельского поселения — Заручей и Саломат — расположены к югу и юго-востоку, соответственно.

## Население
Численность населения деревни, по данным Всероссийской переписи населения 2010 года, составляла 260 человек. 
| Население                            | на 1 января 2010 года |
| ------------------------------------ | --------------------- |
| В возрасте до 16 лет                 | 41                    |
| Трудовые ресурсы (из них работающих) | 161 (161)             |
| Пенсионеры                           | 65                    |
| Всего                                | 267                   |
| Прибыло / выбыло (за год)            | 13 / 10               |
| Родилось / умерло (за год)           | 3 / 10                |

## Инфраструктура
Жилищный фонд деревни составляет 7,4 тыс. м². Объекты социальной сферы и стационарного торгового обслуживания населения на территории населённого пункта отсутствуют. Предприятия, расположенные на территории деревни (со среднесписочной численностью работников) на 1 января 2010 года:
- ООО «Поморец» (40);
- ООО ПКФ «Модуль» (25).